# 広幡経子
広幡 経子（ひろはた きょうこ、1837年4月7日（天保8年3月3日） - 1876年（明治9年）3月13日）は、江戸時代後期の女性。水戸藩第10代藩主・徳川慶篤の御簾中（継室）。父は内大臣・広幡基豊。院号は経慈院。別名は鋭姫。諡は恵懿夫人。

## 生涯
内大臣・広幡基豊の次女として生まれる。1858年（安政5年）、前妻の幟子女王と死別した徳川慶篤の継室となり、1男1女（鶴千代麿と金姫）を出産したがいずれも夭折する。
1868年（慶応4年）に慶篤が亡くなると落飾し経慈院と号した。1876年（明治9年）、死去。